# Estelle Duvin
Estelle Duvin (née le 1er février 1997 à Coudekerque-Branche) est une hockeyeuse sur glace française.

## Carrière en club
Aux championnats du monde U18 de 2015 en division IA, elle est capitaine de l'équipe de France, qui remporte la compétition. Elle marque neuf buts et 13 points, le maximum remporté par une joueuse du tournoi.
Elle part étudier à l'université du Maine mais ne peut pas jouer dans l'équipe des Black Bears (en) en raison de difficultés administratives. Après un an d'entraînement, elle part pour l'université de Montréal et intègre les Carabins. Elle y joue son premier match en Championnat universitaire canadien féminin de hockey sur glace le 16 octobre 2016, avec une assistance, avant de marquer son premier but le 30 octobre de la même année, les deux fois contre les Stingers de l'Université Concordia.
Elle participe au Championnat du monde féminin de hockey sur glace 2019 avec l'équipe de France,,.
Au début de la saison 2020-2021, elle souhaite intégrer le même club que sa compatriote Lara Escudero (en) : elles sont finalement recrutées par le TPS Turku (en) pour le Championnat de Finlande féminin de hockey sur glace. Duvin y reste deux saisons. Le 26 septembre 2021, elle reçoit une suspension d'un match après s'être battue avec Elli Suoranta (en). Au Championnat du monde féminin de hockey sur glace 2022 en division 1A, elle marque un but et trois points dans la finale contre la Norvège : la France remporte le match 4-1 et repasse en première division.
Pour la saison 2022-2023, elle signe avec le SC Berne féminin (de) au sein du Championnat de Suisse féminin de hockey sur glace. À la fin de la saison, avec 47 points en 23 matches, elle est nommée meilleure attaquante de la ligue. Elle participe au Championnat du monde féminin de hockey sur glace 2023 avec l'équipe de France,.
La saison suivante, elle marque 67 points avec 35 buts en 28 matches et est nommée meilleure attaquante et meilleure joueuse de la ligue, et signe un renouvellement de contrat d'un an avec le club. Au Championnat du monde féminin de hockey sur glace 2024 division 1A, elle reçoit le titre de meilleure attaquante, ayant marqué le plus de points avec 10 points en 5 matches,.
Lors de la saison 2024-2025, Estelle Duvin marque 54 points en saison régulière et 12 points en play-offs, ce qui fait d'elle la meilleure marqueuse du championnat suisse sur la saison. Son but en prolongation lors de la finale du championnat permet à l'équipe de Berne de remporter le championnat pour la première fois. Elle est à nouveau nommée meilleure joueuse de la ligue féminine suisse.